# 帕爾卡諾
帕爾卡諾（芬蘭語：Parkano）是芬蘭西南部皮尔坎马区以“城市”为称呼的市镇，距離坦佩雷84公里。市镇面積为909.57平方公里，2023年人口6,127人，其中約97.5%居民的母語是芬蘭語。

## 外部連結
- 官方网站  （文）